# Ivan Asić
Ivan Asić (Spalato, 19 ottobre 1970) è un allenatore di pallanuoto croato.
È il figlio di Vlaho Asić.
Nel 2009 guidò la Croazia giovanile alla vittoria degli Europei U-20.
Nel 2014-2015 guidò il  Primorje in finale di Eurolega contro il Pro Recco, la finale fu vinta dalla squadra italiana.

## Palmarès

### Trofei nazionali
- Kup Hrvatske: 3

Primorje: 2012-2013; 2013-14; 2014-15

### Trofei internazionali
- Lega Adriatica: 3

Primorje: 2012-2013, 2013-2014, 2014-15